# Tare (Kendō)

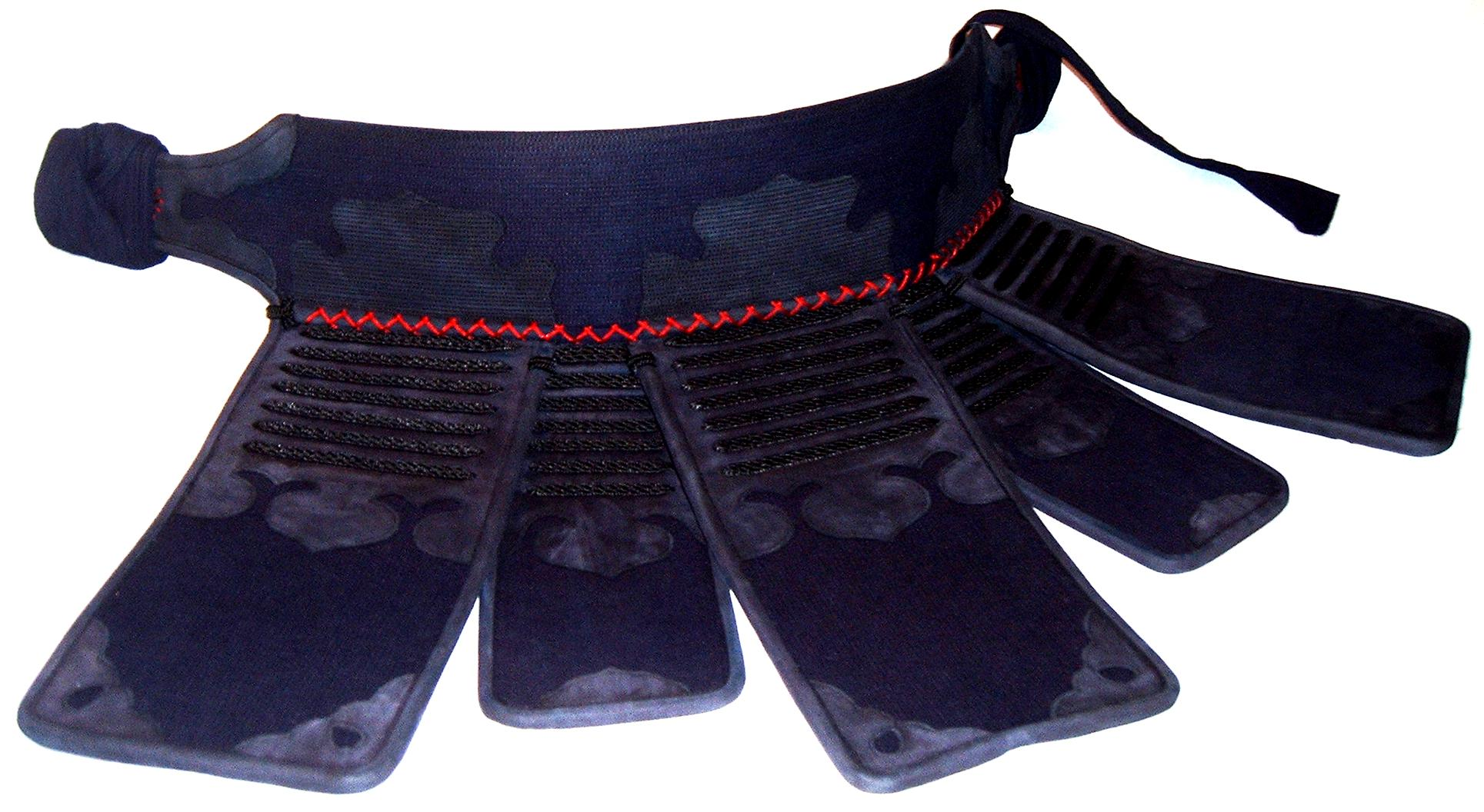
Tare

Das Tare (japanisch 垂れ, japanische Aussprache /⁠taɺe⁠/) gehört zur Rüstung (Bōgu) beim Kendō und bietet Schutz für Taille und Hüfte.

## Beschreibung
Er besteht aus mehreren Schichten Baumwollmaterial, die übereinandergelegt werden und dadurch Steifigkeit erzeugen. Der Tare ist in fünf Schutzlappen geteilt.
Der vordere Schutzlappen wird üblicherweise mit einem Namensschild (名札 nafuda; auch ネーム nēmu von englisch name oder ゼッケン zekken von deutsch „Decke(n)“) überzogen. In Japan steht gewöhnlich die Herkunft des Kendōka am oberen Rand und der Name darunter. In Europa gibt es keinen solchen Standard. In der DKenB-Wettkampfverordnung ist festgelegt, dass der Name des Kämpfers in lateinischer Schrift zu stehen hat, und so ist es auch üblich. Darüber befindet sich zumeist das Vereinswappen (aber auch Bundeslandwappen oder Bundesfahne). Viele europäische Kendōka tragen aber auch ihren Namen in japanischer Schrift auf dem Tare-Schild.
Befestigt wird der Tare mit zwei breiten Baumwollbändern (紐 himo), die am Tare angenäht sind.